# 希爾山
78°20′S 86°8′W / 78.333°S 86.133°W

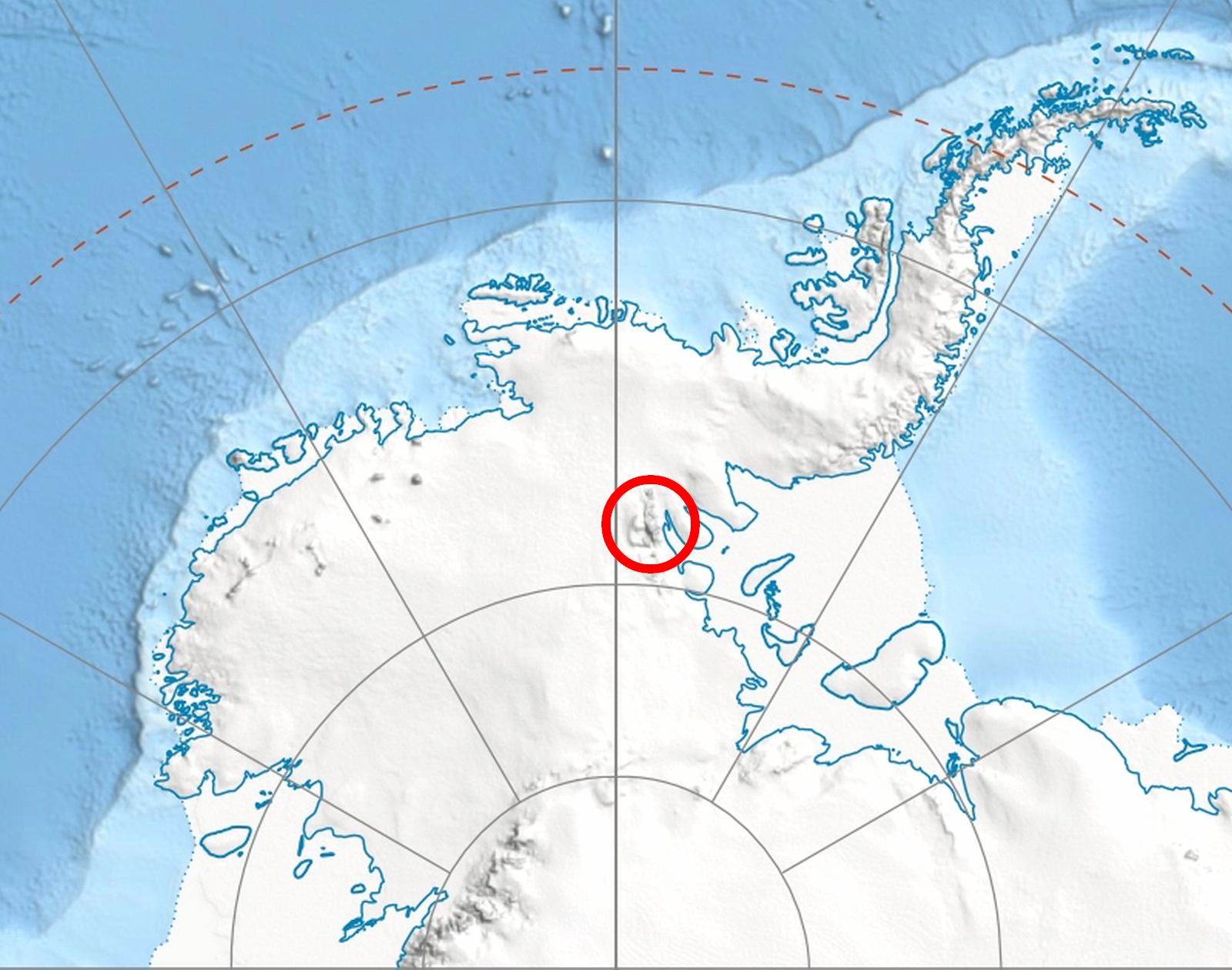

希爾山是南極洲的山峰，位於埃爾斯沃思地，處於埃爾斯沃思山脈的森蒂納爾嶺，在泰里山西北面6公里，海拔高度超過4,000米，現時由南極條約體系管理。